# Vod smrti
Vod smrti (angleško Platoon) je ameriški vojni film iz leta 1986, ki ga je režiral in zanj napisal scenarij Oliver Stone, v glavnih vlogah pa nastopajo Tom Berenger, Willem Dafoe, Charlie Sheen, Keith David, Kevin Dillon, John C. McGinley, Forest Whitaker in Johnny Depp. Je prvi iz Stoneove trilogije o vietnamski vojni, ki mu sledita še filma Rojen 4. julija (1989) in Nebo in zemlja (1993). Prikazuje ameriškega prostovoljca (Sheen), ki služi v Vietnamu, medtem ko se njegova narednik voda in vodja oddelka (Berenger in Dafoe) prerekata o morali in obnašanju v vodu.
Stone je napisal scenarij na podlagi lastne izkušnje v pehoti vietnamske vojne in kot nasprotje pogleda na vojno Johna Wayna v filmu Zelene beretke iz leta 1968. Imel je težave z iskanjem studia, dokler filma ni prevzel Hemdale Film Corporation, skupaj s filmom Salvador. Snemanje se je začelo februarja 1986 na Filipinih in je trajalo 54 dni. To je bil prvi hollywoodski film o vietnamski vojni, ki ga je režiral in zanj napisal scenarij veteran te vojne.
Film si premierno prikazali 19. decembra 1986 in je naletel na dobre ocene kritikov, ki so pohvalili režijo in scenarij, realistične prizore bitke ter igro Dafoeja in Berengerja. Tudi finančno se je izkazal za uspešnico z več kot 138 milijoni USD prihodov v Severni Ameriki ob 6-milijonskem proračunu. Na 59. podelitvi je bil nominiran za oskarja v osmih kategorijah, osvojil pa nagrade za najboljši film, režijo, montažo zvoka in montažo. Nominiran je bil tudi za štiri zlate globuse, od katerih je bil nagrajen za najboljši dramski film, režijo in stranskega igralca (Berenger), tri nagrade BAFTA, od katerih je bil nagrajen za režijo in montažo, na Belrinalu pa je prejel še srebrnega medveda za režijo. Leta 1998 ga je Ameriški filmski inštitut uvrstil na 83. mesto lestvice stotih najboljših ameriških filmov. Leta 2019 ga je ameriška Kongresna knjižnica izbrala za ohranitev v okviru Narodnega filmskega registra zavoljo njegove »kulturne, zgodovinske ali estetske vrednosti«.

## Vloge
- Charlie Sheen kot vojak Chris Taylor
- Tom Berenger kot narednik Bob Barnes
- Willem Dafoe kot narednik Elias Grodin
- Keith David kot King
- Forest Whitaker kot Big Harold
- Francesco Quinn kot Rhah
- Kevin Dillon kot Bunny
- John C. McGinley kot narednik Red O'Neill
- Reggie Johnson kot Junior
- Mark Moses kot poročnik Wolfe
- Corey Glover kot Francis
- Johnny Depp kot Lerner
- Chris Pedersen kot Crawford
- Bob Orwig kot Gardner
- Corkey Ford kot Manny
- David Neidorf kot Tex
- Richard Edson kot Sal
- Tony Todd kot narednik Warren
- Dale Dye kot stotnik Harris